# Margaret Fernie Eaton
Margaret Fernie Eaton, född 22 april 1871 i Leamington i Storbritannien, död 1953, var en brittisk bildkonstnär, som huvudsakligen arbetade i USA. 
Margaret Fernie Eaton utbildade sig på Art Students League of New York för bland andra Harry Siddons Mowbray (1858–1928) och Kenyon Cox (1856–1919). Hon studerade också på konstskolan Adelphi Academy i New York.
Hon målade först akvareller, men är mest känd för konstverk i tekniken pyrografi, framför allt illustrationer i tidskrifter. Hon arbetade ofta tillsammans med maken  Hugh M. Eaton (1865–1924) med bokillustrationer och andra konstverk. 
Några år efter Hugh Eatons död 1924 gifte hon sig 1929 med prästen Frederic W. Norris.

## Bildgalleri

Brunhilde Asleep, pyrografi, 1902
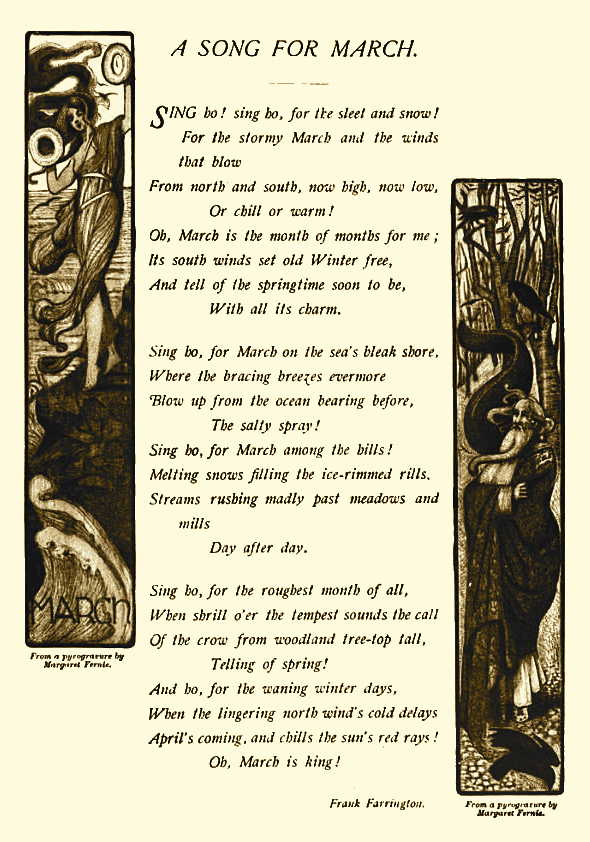
Illustrationer till poemet A Song for March, 1901
March och Winter